# 三大队
《三大队》是中国大陆2023年上映的一部犯罪剧情电影，由陈思诚监制，戴墨执导，张译、李晨、魏晨、曹炳琨、王骁、张子贤主演。本片改编自作家深蓝的短篇纪实文学作品《请转告局长，三大队任务完成了》。

## 剧情概要[3]
2002年，广东省台平市发生一起入室盗窃强奸杀人案。市刑侦支队三大队负责该案的侦查，队长程兵立下“五天破案”的军令状，很快锁定了以空调维修工为掩护的嫌疑人王大勇、王二勇兄弟。程兵的师父老张在追捕王二勇期间扑空，随后突发脑溢血入院。王大勇被抓之后将命案主责推卸给王二勇，审讯期间老张去世的消息传来，王大勇又对程兵女儿的照片露出坏笑，三大队成员对王大勇进行殴打，导致其死亡。三大队成员被指控刑讯逼供而入狱，失去警察身份。
2009年，程兵出狱，三大队的其它人已经各奔东西，过着普通人的生活。程兵说服其它人一同以普通人身份继续追查王二勇的下落。为了拓宽人员接触面，三大队的成员们游走于各地从事保安、网管、空调维修工等工作。此后，其它成员由于个人原因陆续离开，只剩下程兵一人。老张的夫人告诉程兵，当年老张并没有被王二勇撞倒，劝程兵放下执念。
2013年，已是送水工的程兵终于在贵州铜仁找到了已经娶妻生子的王二勇，二人一番扭打之后被送进公安局。王二勇由于DNA比对结果出现警报，被警方当场抓获。民警告诉程兵，只要证据链完整、比对结果正确，没有口供也可以定罪。临走前，程兵向民警汇报三大队的任务已经完成。

## 演员
| 演员   | 角色   | 介绍 |
| ------ | ------ | --- |
| 张译   | 程兵   | 台平市刑侦支队三大队队长，后因王大勇死亡被判处有期徒刑8年。出狱后为抓捕王二勇，游走于全国各地从事各类底层工作，最终在贵州发现王二勇的踪迹。                                                                   |
| 李晨   | 杨剑涛 | 台平市刑侦支队二大队队长，与程兵的三大队共同参与侦破9.21案，后升任台平市公安局局长。 |
| 魏晨   | 徐一舟 | 台平市刑侦支队三大队成员，警校毕业生，三大队最年轻的成员，因王大勇死亡被判处有期徒刑6年，出狱后以驯犬维生。后跟随程兵一同寻找王二勇的踪迹，在四川德阳救下一名女孩并与其相爱，最终为了组建家庭在广东茂名离队。 |
| 曹炳琨 | 蔡彬   | 台平市刑侦支队三大队成员，因王大勇死亡被判处有期徒刑5年，出狱后在街头开文玩店。后跟随程兵一同寻找王二勇的踪迹，因查出胃癌在云南西双版纳离队，是程兵之外最后一名离队的成员。                                   |
| 王骁   | 马振坤 | 台平市刑侦支队三大队成员，因王大勇死亡被判处有期徒刑5年，出狱后和妻子经营大排档。后跟随程兵一同寻找王二勇的踪迹，因家庭原因在湖南长沙离队。                                                                   |
| 张子贤 | 廖健   | 台平市刑侦支队三大队成员，因王大勇死亡被判处有期徒刑5年，并被族谱除名，出狱后与儿子一起卖保险。后跟随程兵一同寻找王二勇的踪迹，因想念儿子在辽宁沈阳离队。                                                     |
| 杨新鸣 | 张青良 | 台平市刑侦支队三大队成员，老警察，程兵的师父，追捕王二勇失败后因脑溢血去世。 |
| 张本煜 | 王二勇 | 9.21案凶手之一，王大勇的弟弟，案发后改名赵波并娶妻生子，后被程兵在贵州铜仁发现并被警方抓获，最终因强奸罪和故意伤害罪被判处死刑。                                                                              |

## 制作
2018年底，万达影业买下纪实文学《请转告局长，三大队任务完成了》的电影改编权，随后推荐给陈思诚创立的壹同制作。
2022年1月30日，国家电影局公布2021年12月备案立项公示统计信息，电影《三大队》通过备案。2022年10月25日，电影开机拍摄，12月22日，电影在沈阳杀青。

## 票房
中国大陆票房为7.06亿人民币。
| 上一届： 《再见，李可乐》 | 2023年中國內地一周票房冠軍 第50週 | 下一届： 《海王2：失落的王国》 |

## 奖项荣誉
| 年份   | 颁奖礼                               | 奖项                 | 入围者     | 结果 | 参考  |
| ------ | ------------------------------------ | -------------------- | ---------- | ---- | ----- |
| 2024年 | 中国电影导演协会2020年至2023年度表彰 | 年度影片（2023年度） | 《三大队》 | 提名 |       |
| 2024年 | 第19届中国长春电影节金鹿奖           | 最佳影片             | 《三大队》 | 提名 | [ 7 ] |
| 2024年 | 第19届中国长春电影节金鹿奖           | 最佳编剧             | 张冀       | 提名 | [ 8 ] |
| 2025   | 第20届华表奖                         | 优秀故事片奖         | 《三大队》 | 獲獎 |       |
| 2025   | 第20届华表奖                         | 优秀男演员奖         | 张译       | 獲獎 |       |
| 2025   | 第20届华表奖                         | 优秀电影音乐奖       | 彭飞       | 獲獎 |       |

## 同名作品
- 2023年剧集《三大队》，秦昊、李乃文、陈明昊主演。